# Lyngvi
La isla de Lyngvi es dónde los dioses de Asgard encadenaron a Fenrir, luego de dos intentos fallidos. La primera vez que lo intentaron, lo hicieron con una soga llamada Leding, pero el lobo la destruyó fácilmente. La segunda vez, en cambio, lo hicieron con una soga un poco mas fuerte, llamada Droma, pero Fenrir la rompió igualmente. Frustrados, los dioses recurrieron a Nidavellir, donde encargaron a un grupo de enanos para que construyeran una soga irrompible. La llamaron Gleipnir, y estaba forjada con el sonido de las pisadas de un gato, la barba de una mujer, las raíces de una montaña, los tendones de un oso (refiriéndose a la sensibilidad del animal), el aliento de un pez y la saliva de un pájaro. Gleipnir era una cinta liviana, sedosa y fina, pero los materiales con los que estaba hecha eran imposibles de conseguir, por lo cual la cinta era imposible de romper. 
Fenrir, para que los dioses consiguieran atarlo, tuvo que ser parte de una competencia. El lobo no confiaba en los dioses, a causa de los dos previos intentos a su encadenación, así que exigió que uno de ellos debía de poner su mano es las fauces del lobo para que, si esta soga resultaba eficiente, el pudiera arrancarle la mano al dios que se ofreciera. Ninguno fue lo suficientemente valiente para hacerlo, a excepción de Tyr. Gleipnir dio resultado, y Tyr quedó sin una mano.
- Datos: Q31158740